# 沙姆基爾事件
沙姆基爾事件（俄语：Шамхорская резня）發生在1918年1月，阿塞拜疆的武裝團體，听从民族軍事委員會的命令，屠殺俄羅斯從高加索回國的士兵，以爭取獲得足夠的武器。在民族軍事委員會的領導下，阿塞拜疆穆薩瓦派和韃靼騎兵團攔下一輛俄羅斯列車，要求交出其上的軍需物資，但俄羅斯士兵拒絕提供軍事裝備離開。以下事件導致阿塞拜疆人衝進火車，導致數百人死亡。.